# Lemery (Iloilo)
Lemery is een gemeente in de Filipijnse provincie Iloilo op het eiland Panay. Bij de laatste census in 2010 telde de gemeente ruim 27 duizend inwoners.

## Geografie

### Bestuurlijke indeling
Lemery is onderverdeeld in de volgende 31 barangays:
| - Agpipili - Alcantara - Almeñana - Anabo - Bankal - Buenavista - Cabantohan - Capiñahan - Dalipe - Dapdapan - Gerongan | - Imbaulan - Layogbato - Marapal - Milan - Nagsulang - Nasapahan - Omio - Pacuan - Poblacion NW Zone - Poblacion SE Zone | - Pontoc - San Antonio - San Diego - San Jose Moto - Sepanton - Sincua - Tabunan - Tugas - Velasco - Yawyawan |

## Demografie
Lemery had bij de census van 2010 een inwoneraantal van 27.441 mensen. Dit waren 2.424 mensen (9,7%) meer dan bij de vorige census van 2007. Ten opzichte van de census van 2000 was het aantal inwoners gegroeid met 3.895 mensen (16,5%). De gemiddelde jaarlijkse groei in die periode kwam daarmee uit op 1,54%, hetgeen lager was dan het landelijk jaarlijks gemiddelde over deze periode (1,90%).

De bevolkingsdichtheid van Lemery was ten tijde van de laatste census, met 27.441 inwoners op 119,9 km², 228,9 mensen per km².